# 劉光琦
劉光琦，唐代宦官，京兆三原（今陝西省咸陽市）人。
唐順宗年間，王伾、王叔文等二王集團發動永貞改革。劉光琦與俱文珍大力攻擊二王集團，最後劉光琦與俱文珍迫使唐順宗退位，傳位予長子唐憲宗，史稱永貞內禪。二王集團皆貶，是為二王八司馬。
憲宗元和中任樞密使。有子劉渶浰、劉渶潤。劉渶潤娶楊志廉的侄女為妻。